# Коврово (Калининградская область)
Ковро́во (до 1946 года — Наутцау; нем. Nautzau) — посёлок Зеленоградского района Калининградской области. Административный центр Ковровского сельского поселения. Население 702 человека (2010) .

## География
Коврово расположено в 7 км от Зеленоградска и в 20 км от Калининграда на трассе Калининград—Зеленоградск. Через посёлок протекает ручей Медвежий.

## История
Поселение Наутцау впервые упоминается в 1405 году.
В первой половине XX века в Наутцау функционировал завод по производству кирпича.

## Население
| 2002 | 2010 |
| ---- | ---- |
| 622  | ↗657 |

## Образование, культура и спорт
В посёлке находится Культурно-досуговый центр. Имеется детский сад.

## Экономика
В советский период работал колхоз имени Калинина.
Ныне в Коврово работают ООО «Политекс», специализирующееся на производстве ковров и ковровых покрытий, ООО МПФ «Емельянов», специализирующееся на производстве столярных изделий с инкрустацией янтарём.
Имеется гостиница.